# Кент (Нью-Йорк)
Кент (англ. Kent) — місто (англ. town) в США, в окрузі Патнем штату Нью-Йорк. Населення — 12 900 осіб (2020).

## Демографія
Згідно з переписом 2010 року, у місті мешкало 13 507 осіб у 4888 домогосподарствах у складі 3718 родин. Було 5508 помешкань
Расовий склад населення:
| - 89,6 % — білих - 2,6 % — чорних або афроамериканців - 1,9 % — азіатів - 0,3 % — корінних американців - 3,4 % — осіб інших рас |

До двох чи більше рас належало 2,2 %. Частка іспаномовних становила 13,0 % від усіх жителів.
За віковим діапазоном населення розподілялося таким чином: 22,2 % — особи молодші 18 років, 65,1 % — особи у віці 18—64 років, 12,7 % — особи у віці 65 років та старші. Медіана віку мешканця становила 42,8 року. На 100 осіб жіночої статі у місті припадало 98,9 чоловіків; на 100 жінок у віці від 18 років та старших — 96,0 чоловіків також старших 18 років.
Середній дохід на одне домашнє господарство становив 124 065 доларів США (медіана — 91 090), а середній дохід на одну сім'ю — 138 061 долар (медіана — 100 402). Медіана доходів становила 68 411 долар для чоловіків та 47 031 долар для жінок. За межею бідності перебувало 4,7 % осіб, у тому числі 7,0 % дітей у віці до 18 років та 0,7 % осіб у віці 65 років та старших.
Цивільне працевлаштоване населення становило 6886 осіб. Основні галузі зайнятості: освіта, охорона здоров'я та соціальна допомога — 26,3 %, роздрібна торгівля — 12,7 %, будівництво — 9,6 %, мистецтво, розваги та відпочинок — 9,5 %.

## Уродженці
- Гаррісон Ладинґтон (1812—1891) — американський політик.